# Marcelo Masagão
Marcelo Masagão (São Paulo, 16 de novembro de 1958) é um cineasta brasileiro.
Chegou a estudar Psicologia na Pontifícia Universidade Católica de São Paulo, mas não concluiu o curso.
Foi Coordenador da Rádio Xilik, experiência de rádio livre realizada em Santos, São Carlos e Sorocaba em 1986. Coordenou também a TV Cubo, uma televisão livre em Pinheiros (bairro de São Paulo), entre 1987 e 1988.
No cinema, dirigiu seu primeiro longa-metragem em 1999. Nós que aqui estamos por vós esperamos, um documentário lançado com apenas três cópias mas foi visto por mais de 50 mil espectadores, rendeu ao cineasta um prêmio especial de distribuição no I Grande Prêmio Brasil de Cinema. Foi premiado também no Festival de Recife e no Tudo é Verdade
Criou em 2001 o Festival do Minuto, que programa apenas obras com duração máxima de um minuto.

## Filmografia
- 2007 - Otávio e as letras
- 2003 - 1,99 - Um supermercado que vende palavras

### Documentários
- 2001 - Nem gravata nem honra
- 1999 - Nós que aqui estamos por vós esperamos

### Curta-metragens
- 1991 - 1 minuto na vida de André e Liza
- 1991 - Deus tudo pode
- 1990 - O ar pertence a Deus
- 1989 - 11 hs e 30 minutos na estação da Luz
- 1989 - Neurotec
- 1987 - Sexo, fé, sorte e morte no centro de SP

## Premiações
- Prêmio GNT de Renovação da linguagem com Nós que Aqui Estamos por Vós Esperamos.
- Prêmios no 3º Festival de Cinema Nacional de Recife.
- Prêmios no 4º Festival Internacional de Documentários de SP.
- Prêmios no 17º Festival Internacional do Uruguai.[carece de fontes?]